# Baldur's Gate
Baldur's Gate es un videojuego de rol de fantasía desarrollado por BioWare y publicado en 1998 por Interplay Entertainment. Este es el primer juego de la serie Baldur's Gate y se desarrolla en los Reinos Olvidados (escenario de campaña del juego Dungeons & Dragons) usando una versión modificada de la segunda edición de Advanced Dungeons & Dragons (AD&D). Este fue el primer videojuego que utilizó el motor de gráficos Infinity Engine desarrollado por BioWare. El juego obtuvo la aclamación de la crítica tras su lanzamiento y fue acreditado como el videojuego que revitalizó el género de los videojuegos de rol. Su éxito comercial dio lugar a una expansión titulada Baldur's Gate: Tales of the Sword Coast, así como al desarrollo de una secuela titulada Baldur's Gate II: Shadows of Amn, la cual tendría luego su propia expansión llamada Baldur's Gate II: Throne of Bhaal. Nueve años después de su lanzamiento, la desarrolladora de videojuegos canadiense Beamdog realizó una adaptación del videojuego mediante una actualización del motor de juego Infinity Engine bajo el nombre de Baldur's Gate: Edición Mejorada. El juego fue lanzado para Microsoft Windows el 28 de noviembre de 2012; para iPad con iOS 6 o superior el 7 de diciembre de 2012, para macOS el 22 de febrero de 2013 y para Android el 17 de abril de 2014.

## Modo de juego
El juego sigue la historia de un personaje controlado por el jugador en la región de la Costa de la Espada ("Sword Coast") de Faerun ("Faerûn"), un continente del universo ficticio de los Reinos Olvidados ("Forgotten Realms") del juego de rol Dungeons & Dragons. El desarrollo del personaje del jugador, además de su grupo de diversos acompañantes, ocurre en forma interactiva mediante diálogos, exploración y numerosas batallas. El juego gratifica al jugador según la moralidad de sus decisiones.

## Argumento
El jugador se pone en la piel de un joven huérfano criado por el mago Gorion en la antigua biblioteca de Candlekeep. Una noche, sin dar explicaciones, Gorion nos insta a abandonar la ciudad inmediatamente, pero caemos en una emboscada y Gorion muere asesinado.
A la mañana siguiente encontramos a Imoen, una amiga de la infancia, también huérfana. Dado que la ciudad ya no parece un lugar seguro decidimos dejarla juntos.
En las minas de Nashkel, donde se extrae la mayor parte del hierro de la región, hay una horda de kobolds liderada por un orco que están provocando una grave carestía de mineral. Nuestro grupo sabotea sus planes de hacerse con el control del mercado de hierro y descubre que están aliados con varios personajes importantes de la ciudad, entre ellos el Duque Eltan, un aristócrata de alto rango.
Nuestro grupo vuelve a Candlekeep y descubrimos una profecía escrita por Sir Alaundo que cuenta como la estirpe creada por el dios Bhaal, señor del asesinato, sembrará el caos hasta que solo quede uno de ellos, quien será el nuevo dios del asesinato. En una carta que Gorion ha dejado al jugador se revela que él es uno de los descendientes de Bhaal. 
Antes de poder continuar con la investigación el grupo es acusado de asesinar al Duque Eltan y es encarcelado, pero Tethoril, un importante señor de Candlekeep, visita al grupo y les informa de que él sabe que son inocentes, liberandolos y llevándolos a las catacumbas bajo la fortaleza, donde deben luchar contra múltiples doppelgängers.
La conspiración del hierro es más grande de lo que el protagonista creía y está a punto de provocar la guerra entre Baldur's Gate y Amn.

## Lanzamiento
El juego fue publicado el 30 de noviembre de 1998 por Black Isle Studios, una división interna de Interplay.

## Recepción
Baldur's Gate  recibió críticas positivas de prácticamente todas las principales publicaciones de juegos informáticos que lo revisaron. Tras su lanzamiento PC Gamer US dijo del juego «reina por encima de todos los juegos de rol actualmente disponibles, y establece nuevos estándares para los que están por venir». Computer Shopper lo llamó «claramente el mejor juego de Advance Dungeons & Dragons para adornar una pantalla de PC». A día de hoy, Baldur's Gate está considerado como uno de los mejores RPG de la historia.

## Legado
Baldur's Gate fue el primer juego de la serie Baldur's Gate. Este juego fue inmediatamente seguido por la expansión Baldur's Gate: Tales of the Sword Coast (1999), la secuela Baldur's Gate II: Shadows of Amn (2000) y su expansión Baldur's Gate II: Throne of Bhaal (2001).